# Apiactis tentaculata
Apiactis tentaculata is een Cerianthariasoort uit de familie van de Cerianthidae. De wetenschappelijke naam van de soort is voor het eerst geldig gepubliceerd in 1942 door Leloup.